# الشارقة (الحيمة الداخلية)

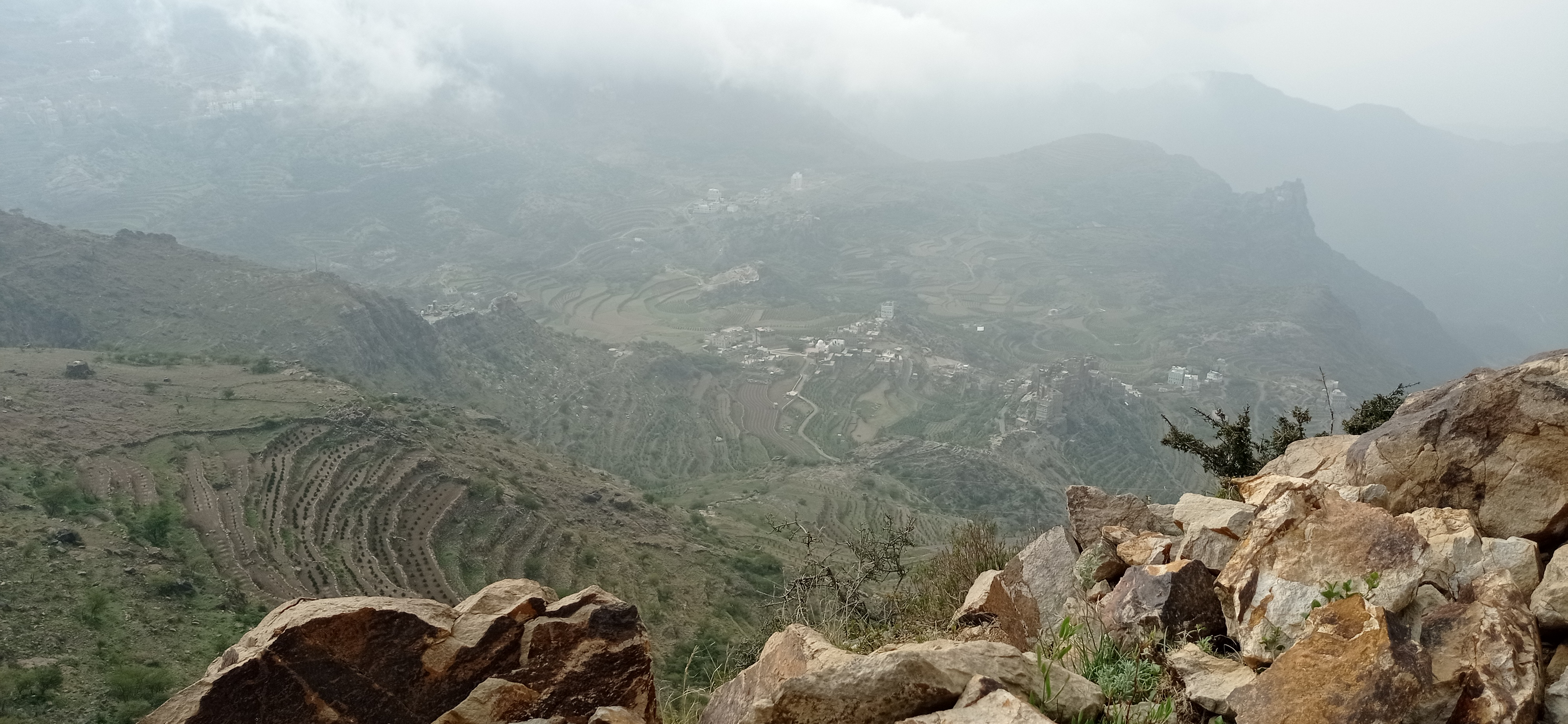
جبل الشناصب

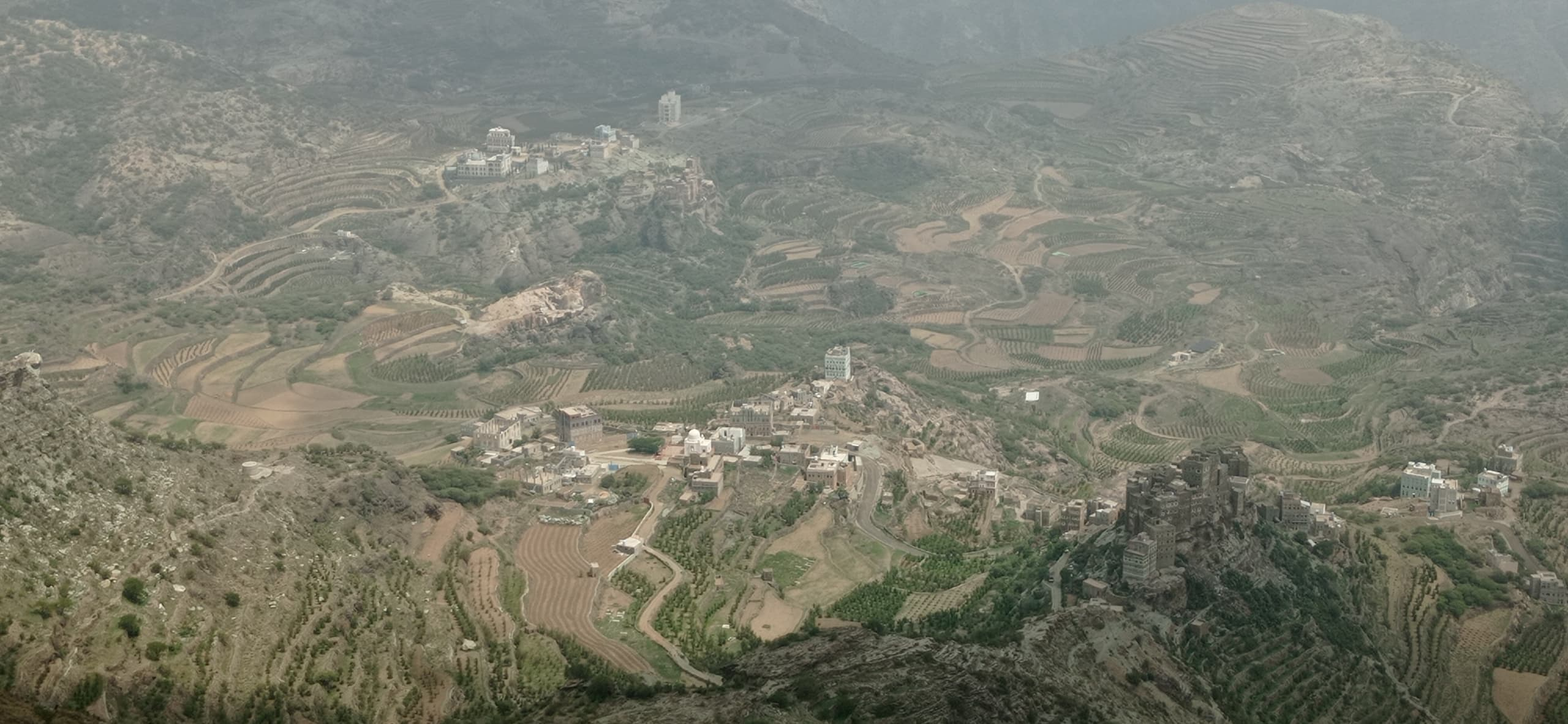
قرية الزياح

الشارقة قرية صغيرة تقع في الجانب الشرقي من منطقة شرقي حراز التابعة لمحافظة صنعاء في اليمن. تقع القرية تحديدًا عند سفح جبل الشناصب، وهو جبل مرتفع ومنيع يقع في عزلة بني مقاتل في مديرية مناخة . وتُحيط بها عدد من القرى المجاورة، منها أكمة السوداء المعروفة حاليًا باسم أكمة السعيدة، وقرية الزياح. تُعرف الشارقة بواديها الواسع المسمى وادي الشارقة وتتميز بمناخ معتدل نسبيًا لموقعها الجغرافي. تشتهر بمزارع البن اليمني. وإلى جانب البن، تُزرع فيها أيضًا محاصيل أخرى مثل القمح والشعير.
كانت القرية تحت الحكم الصليحي في العصور الوسطى، وتُعد من المناطق ذات الجذب السياحي لما تتمتع به من مناظر طبيعية خلابة. كما تُعد موقعًا تاريخيا ودينيًا للطائفة الإسماعيلية الطيبية، إذ تحتضن مرقد الداعي الطيبي علي شمس الدين، الذي يُعد الداعي المطلق الثامن عشر في سلسلة دعاة الطيبية وينتمي إلى عائلة آل الوليد الشهيرة من قريش. وقد قام محمد برهان الدين، الداعي المطلق الثاني والخمسون للطائفة البهرة الداوودية، ببناء المرقد وافتتحه في عام 1428هـ. وبلغ تعداد سكانها 26 نسمة حسب تعداد اليمن لعام 2004.

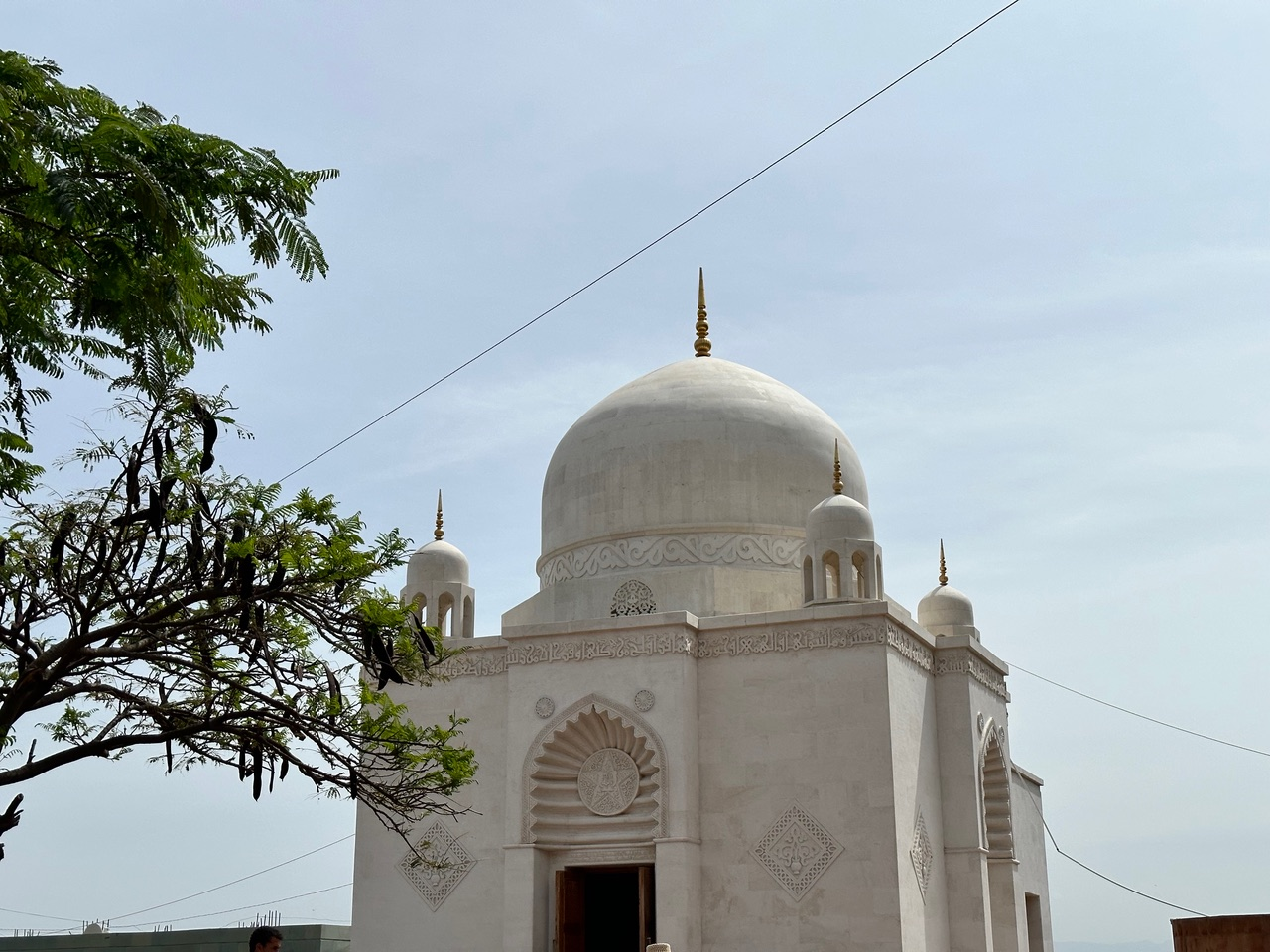
مرقد الداعي الطيبي علي شمس الدين